# 中国人民解放军海军陆战队第三旅
海军陆战队第三旅（英語：3rd Marine Brigade），是中国人民解放军海军陆战队现行编制下成立的一个旅，现驻地为福建省晋江市。

## 历史概述
1959年10月，中国人民解放军在惠安组建守备第八师，师部以晋江军分区和第二十八军部分干部为基础组成，辖有95、88、74守备团等，担负莆田至晋江地段海防守备任务。其中，第88团为前陆军第八十五师（缺二团）缩编而成，该师编制可追溯至新四军苏中军区所属部队。
1969年11月，守备第八师改称福州军区守备第三师，归第二十九军指挥。后改称海防十三师。
2017年2月14日，根据中央军委命令，海防十三师整建制转隶海军，5月19日正式组建陆战第三旅。

## 沿革
| 部隊番號                 | 使用時期                 |
| 前身                     | 前身                     |
| ------------------------ | ------------------------ |
| 新四军苏中军区           | 1941年4月-1946年9月      |
| 华中野战军第三十一旅     | 1946年9月-1947年2月      |
| 华东野战军第三十一旅     | 1947年2月-1949年2月      |
| 中国人民解放军第八十五师 | 1949年2月-1952年6月      |
| 中国人民解放军水兵师     | 1952年6月-1954年12月9日  |
| 海军水兵师               | 1954年12月9日-1956年11月 |
| 福州军区守备第二十七旅   | 1956年12月-1957年4月     |
| 福州军区守备第八十八团   | 1957年4月-1959年10月     |
| 现有编制                 |                          |
| 福州军区守备第八师       | 1959年10月-1969年11月    |
| 福州军区守备第三师       | 1969年11月-1993年4月     |
| 海防第十三师             | 1993年4月-2017年2月14日  |
| 海军陆战队第三旅         | 2017年2月14日至今        |